# Merhotepre Ini
Merhotepre Ini fue un faraón de la dinastía XIII de Egipto, sucesor de Merneferra, c. 1648-1646 a. C. durante el denominado segundo periodo intermedio. Se le asigna un breve reinado de 2 años, 3 o 4 meses y 9 días en el Canon Real de Turín.

## Certificados
Merhotepre Ini esta atestiguado por un sello escarabeo  de procedencia desconocida (ahora en el Museo Petrie) y la tapa de un tarro inscrita (en el Museo de Arte del Condado de Los Ángeles, M.80.203.225). El prenomen "Merhotepre" también se encuentra en un sello escarabeo probablemente de Medinet el-Fayún, en la lista Real de Karnak y en una estela de Abidos (Cairo CG 20044), aunque estas últimas pueden referirse en cambio a Sebekhotep V. Finalmente, Merhotepre Ini se certifica en el canon de Turín como el sucesor de Merneferre Ay.

## Posición cronológica
La posición cronológica exacta de Merhotepre Ini en la decimotercera dinastía no está del todo claro debido a las incertidumbres que afectan a los anteriores faraones de la dinastía. Está clasificado como el trigésimo tercer rey de la dinastía por Darrell Baker, como el trigésimo cuarto rey por Kim Ryholt y vigésimo octavo por Jürgen von Beckerath.

## Familia

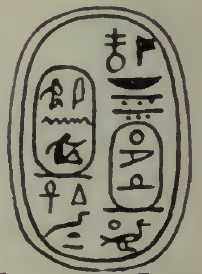
Dibujo de F. Petrie de un sello de escarabajo de Merhotepre Ini, ahora en el Museo Petrie.

A pesar del breve reinado de Merhotepre, se certifica en los registros históricos por la Estela jurídica.. El texto de la estela, informa de la venta de la oficina de gobernador de El-Kab por un hombre llamado Kebsi a un pariente llamado Sobeknakht. Parece que Kebsi contrajo una importante deuda de 60 deben de oro con Sobeknakht; no pudiendo pagar, Kebsi decidió vender su oficina a Sobeknakht que se convertiría de este modo en el nuevo gobernador de El-Kab, con todos los beneficios que este cargo implica. Todos los documentos necesarios para la transacción fueron traídos al visir con la  genealogía de Kebsi para confirmar que él era el heredero de la oficina. 
La genealogía y todos los pasajes de la oficina del gobierno se pueden resumir como sigue: 
•	La primera persona mencionada es visir Aya y su esposa, la hija del rey Reditenes. La pareja tuvo dos hijos, Aya "el joven" y Ayameru.
•	Aya "el joven" sostuvo la oficina hasta su inesperada muerte, cuando la oficina pasa a su hermano menor Ayameru.
•	Más tarde, Ayameru heredó el visirato de su padre. Esto sucedió en el año 1 de un rey Merhotepre, muy probablemente Merhotepre Ini de la trigecimo primera dinastía.
•	Ayameru ahora visir dejó la oficina del gobierno en manos de su hijo Kebsi.
•	Kebsi vendió la oficina a Sobeknakht. Esto sucedió en el año 1 del rey Nebiryraw I (es decir, la fecha en que se emitió la estela).
El visir confirmó que Kebsi era heredero de la oficina del gobernador de El-Kab. Todo el proceso fue sellado en el cuarto del visir con la participación de los testigos, con lo cual Sobeknakht recibió los derechos a la oficina. 
Basándose en la estela, Kim Ryholt propone que Merhotepre Ini era el hijo de su predecesor Merneferre Ay y de su gran esposa la Reina Ini y Reditenes seria una hermana de Merhotepre Ini. El visirato en esta dinastía parece ser era un cargo hereditario y un cambio de la familia a cargo de dicho puesto hubiera sido un paso político importante, en particular, si el título de visir recaía sobre su cuñado Aya, lo que traería la posición dominante a su propia familia.

## Titulatura
| Titulatura | Jeroglífico | Transliteración (transcripción) - traducción - (referencias) |

| ra · U7 | Htp · t · p |

| ra · U7 | Htp · t · p |

| ra · U7 | Htp · t · p |

| ra · U7 | Htp · t · p |

| ra · U7 | Htp · t · p |

| ra · U7 | Htp · t · p |

| ra · U7 | Htp · t · p |

| ra · U7 | Htp · t · p |

| ra · U7 | Htp · t · p |

| ra · U7 | Htp · t · p |

| ra · U7 | Htp · t · p |

| ra · U7 | Htp · t · p |

| ra · U7 | Htp · t · p |

| ra · U7 | Htp · t · p |

| ra · U7 | Htp · t · p |

| ra · U7 | Htp · t · p |

| M17 | A2 | N35 | A1 |

| M17 | A2 | N35 | A1 |

| M17 | A2 | N35 | A1 |

| M17 | A2 | N35 | A1 |

| M17 | A2 | N35 | A1 |

| M17 | A2 | N35 | A1 |

| M17 | A2 | N35 | A1 |

| M17 | A2 | N35 | A1 |

| M17 | A2 | N35 | A1 |

| M17 | A2 | N35 | A1 |

| M17 | A2 | N35 | A1 |

| M17 | A2 | N35 | A1 |

| M17 | A2 | N35 | A1 |

| M17 | A2 | N35 | A1 |

| M17 | A2 | N35 | A1 |

| M17 | A2 | N35 | A1 |